# シルーブル
シルーブル(Chiroubles)はフランス東部オーヴェルニュ＝ローヌ＝アルプ地域圏ローヌ県北部にある、人口約350人の村である。村単独のAOCワイン・「シルーブル」を生産する。

## 地理
ボジョレー地方に位置するシルーブルは、ボージューより11km、ベルヴィルより13km離れている。

## 人口統計
| 1962年 | 1968年 | 1975年 | 1982年 | 1990年 | 1999年 | 2007年 | 2009年 |
| ------ | ------ | ------ | ------ | ------ | ------ | ------ | ------ |
| 389    | 415    | 409    | 369    | 379    | 349    | 354    | 363    |

参照元 : CassiniとInsee